# Nick Wechsler
Pour les articles homonymes, voir Wechsler.
Nick Wechsler est un acteur américain, né le 3 septembre 1978 à Albuquerque (États-Unis).

## Biographie
Né le 3 septembre 1978, Nick Wechsler a grandi à Albuquerque au Nouveau-Mexique, il est le cinquième d’une fratrie de huit garçons, sa mère Janet travaille comme secrétaire au service des forêts des États-Unis et son père Joseph est métallurgiste.
Il a commencé sa carrière d’acteur tout en étant encore au lycée, se produisant dans de nombreuses pièces. Après ses études, il quitte Albuquerque et déménage à Los Angeles. C'est par la suite qu'il remporte plusieurs petits rôles. 
Nick Wechsler est principalement connu pour les rôles de Kyle Valenti dans la série Roswell et celui de Jack Porter dans la série Revenge.

## Filmographie

### Cinéma
- 1999 : Chicks, Man: Nick
- 2000 : Perfect Game (en): State Empire
- 2008 : Fling / Lie to Me: Luke
- 2010 : Switchback: Jonathan Weston

### Télévision
- 1996 : Danielle Steel : la ronde des souvenirs (téléfilm) : Mugger
- 1997 - 1998 : Nom de code : TKR (Team Knight Rider) : Kevin "Trek" Sanders (22 épisodes)
- 1999 - 2002 : Roswell  : Kyle Valenti (61 épisodes)
- 2003 : Malcolm : Donnie (1 épisode)
- 2004 : Tru Calling :  Marc Colvin (1 épisode)
- 2004 : North Shore : Hôtel du Pacifique : Justin Silver (1 épisode)
- 2005 : Cold Case : Affaires classées :  Manny (1 épisode)
- 2006 : Preuve à l'appui (Crossing Jordan) : Hopper (1 épisode)
- 2006 : Vanished  : Gabe Barnett (2 épisodes)
- 2007 - 2008 :  FBI : Portés disparus  : Joe Giusti (3 épisodes)
- 2008 : Terminator : Les Chroniques de Sarah Connor  : Député Ridge (1 épisode)
- 2009 - 2011 : Philadelphia (It's Always Sunny in Philadelphia) : Brad Fisher (3 épisodes)
- 2010 : Past Life : Brian Dugan (1 épisode)
- 2010 : Chase : Adam Rothschild (1 épisode)
- 2011 - 2015 : Revenge : Jack Porter (89 épisodes)
- 2015 : The Player : Nick (4 épisodes)
- 2016 : Recon (téléfilm) : Freddie
- 2017 : Chicago P.D. : Kenny Rixton (6 épisodes)
- 2017 - 2018 : Dynastie : Matthew Blaisdel (4 épisodes)
- 2018 : Shades of Blue : Detective Cole (9 épisodes)
- 2019 : This Is Us : Ryan Sharp (3 épisodes)
- 2019 : For All Mankind : Fred (2 épisodes)

### Courts métrages
- 2008 : Infamous (Infamous) : Andre
- 2010 : 3B (3B) : Carrey